# Duroc-Schwein

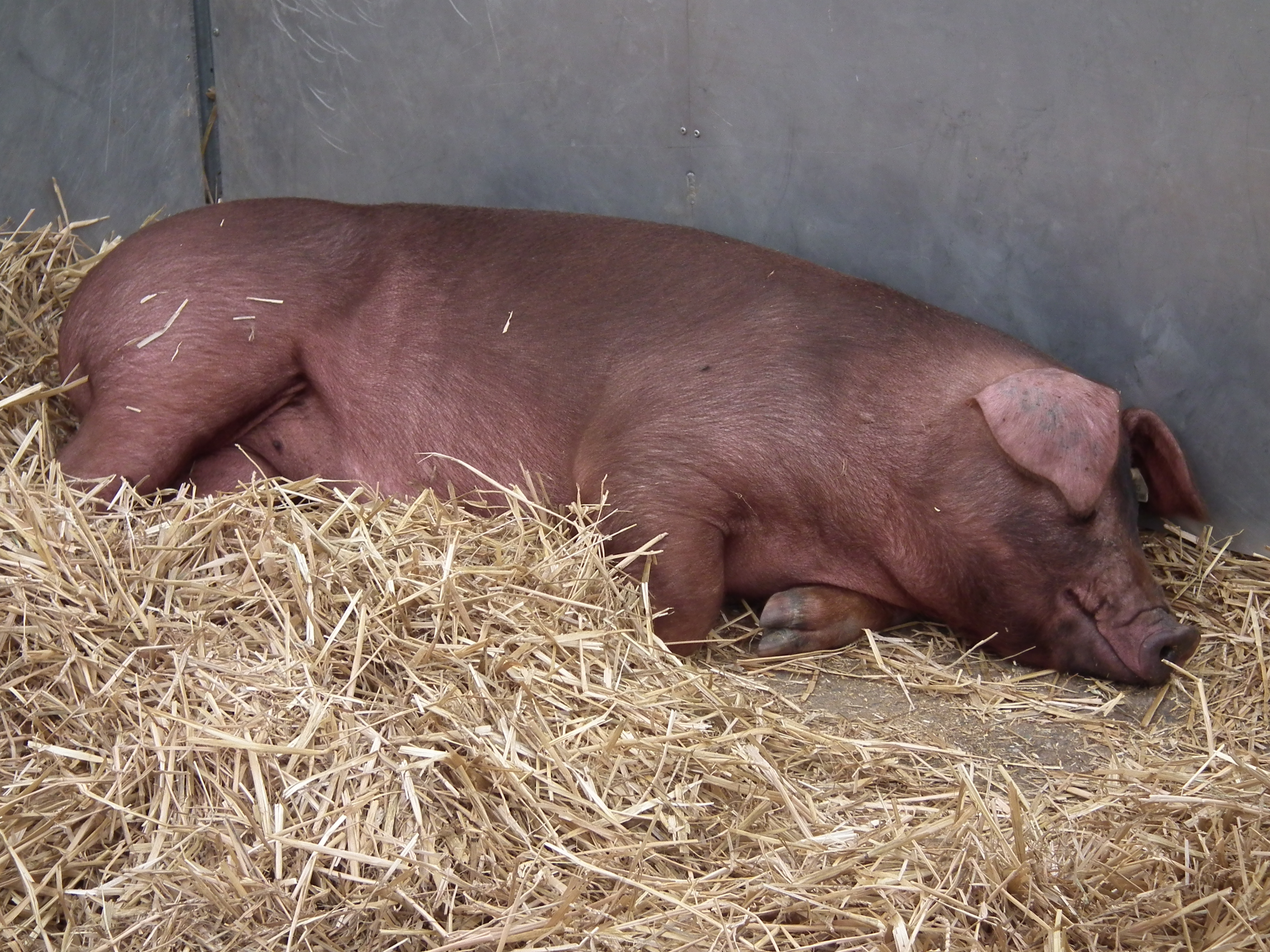
Schlafende Duroc-Sau

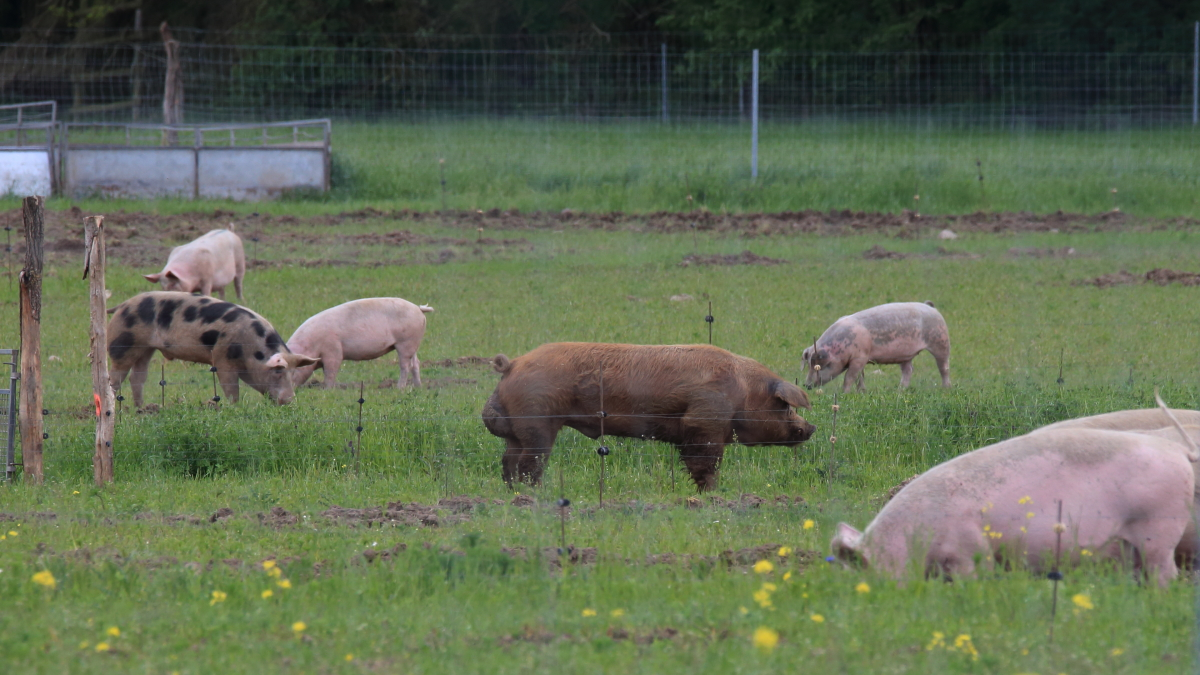
Duroc-Eber

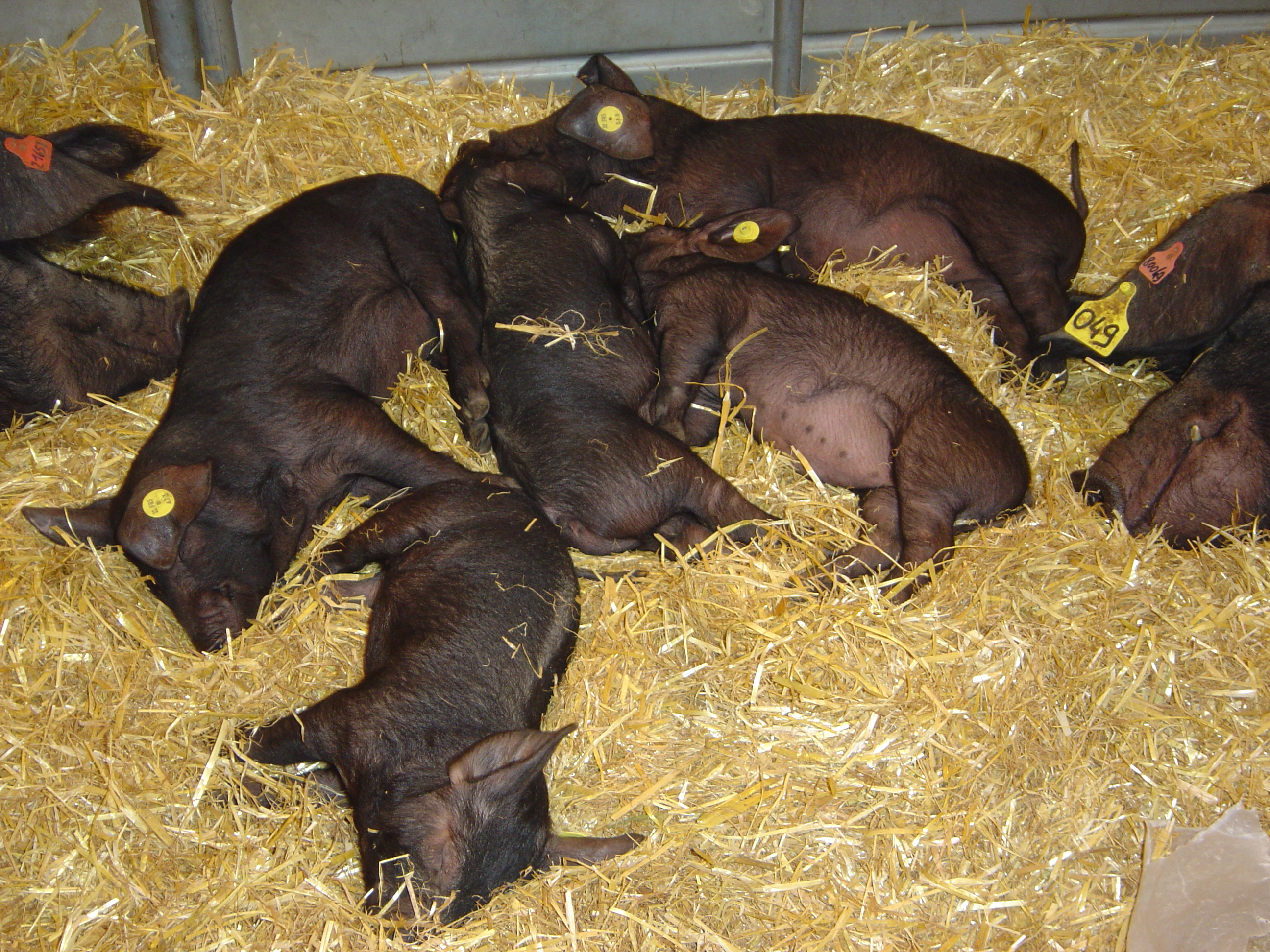
Duroc-Ferkel

Das Duroc-Schwein ist eine ältere Rasse von Hausschweinen. Duroc-Schweine sind Grundlage für zahlreiche weitere Kreuzungen. Die Erkennungsmerkmale der Duroc-Schweine sind ein rot-braunes bis gelbes Fell, ein muskuläres Erscheinungsbild und herunterhängende Ohren. Sie gelten als sehr zutraulich und ihr Fleisch als wohlschmeckend.

## Zuchtgeschichte
Die Ursprünge der alten Rasse liegen im Dunkeln. Um 1800 herum entwickelten sich Populationen roter Schweine im Nordosten der Vereinigten Staaten. Das moderne Duroc-Schwein entstand ca. 1830 aus Kreuzungen von Roten Jersey-Schweinen aus New Jersey und diesen alten Durocs aus New York und aus iberischen Schweinen aus Spanien.

## Charakteristika
- Farbe hell- bis dunkelrot
- Ohren teilweise hängend
- großrahmig, Sauen bis 300 kg, Eber bis 350 kg[2]
- Körper mittellang
- sehr gute Bemuskelung

Das Duroc-Schwein bildet als Vaterrasse die Zuchtbasis für viele Gebrauchskreuzungen. Ihr Charakter gilt als zutraulich und ruhig im Umgang. Die Anfälligkeit für Krankheiten sei geringer als bei anderen Rassen.